# Chesil Beach

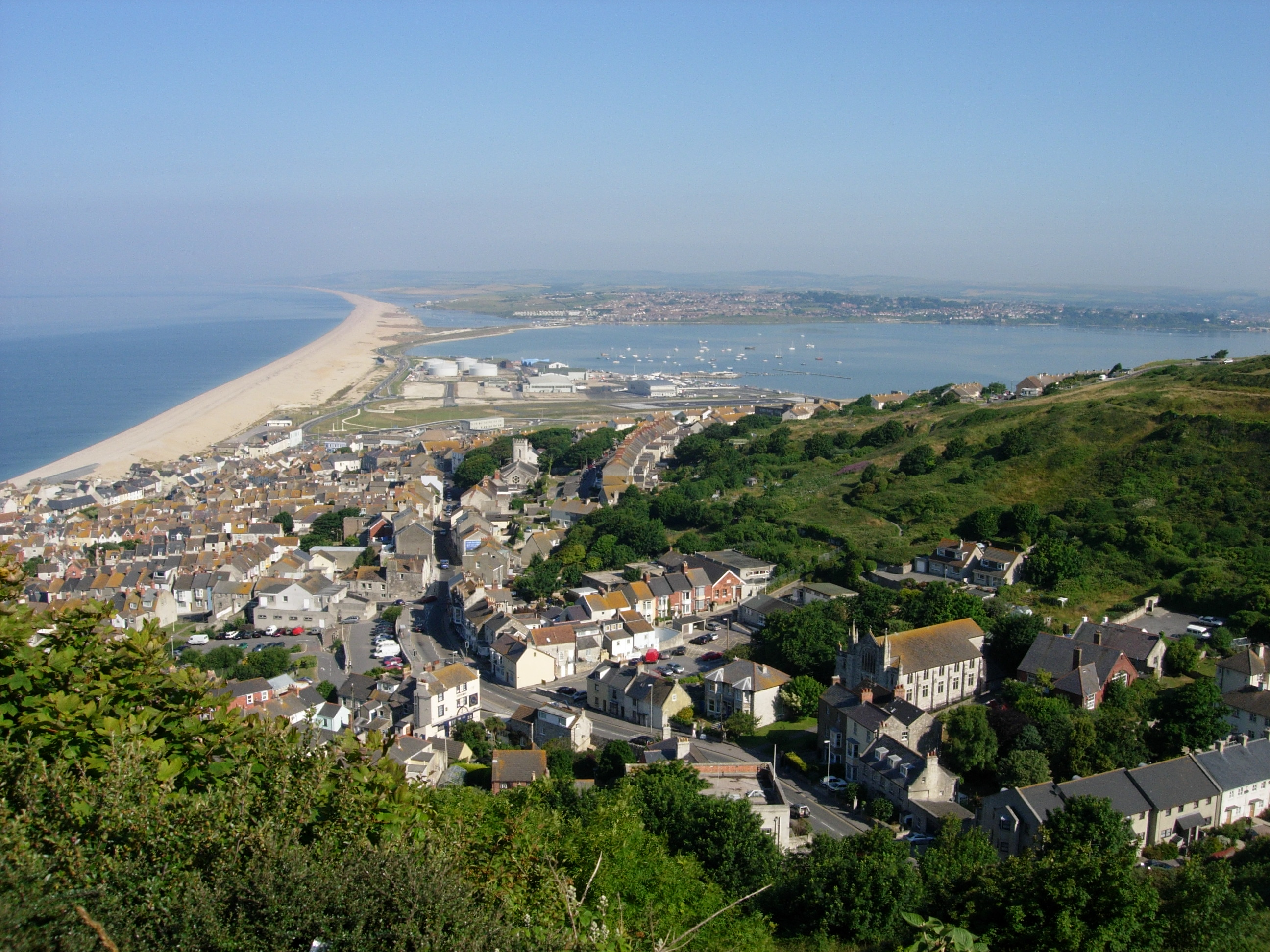

Chesil Beach è una spiaggia lunga 28 km situata nel sud dell'Inghilterra, nella contea di Dorset.